# Myiophobus inornatus
Caça-moscas-liso ou filipe-simples (Myiophobus inornatus) é uma espécie de ave da família Tyrannidae.
Pode ser encontrada nos seguintes países: Bolívia e Peru.
Os seus habitats naturais são: regiões subtropicais ou tropicais húmidas de alta altitude.